# Ochthera wrighti
Ochthera wrighti är en tvåvingeart som beskrevs av Cresson 1931. Ochthera wrighti ingår i släktet Ochthera och familjen vattenflugor.
Artens utbredningsområde är Kuba. Inga underarter finns listade i Catalogue of Life.